# Sondes Hachana
Sondes Hachana (épouse Kerkeni), née le 7 septembre 1996, est une handballeuse tunisienne. Elle mesure 1,72 m.

## Carrière
Elle évolue au poste de demi-centre à l'Association sportive féminine de Téboulba jusqu'en 2020, lorsqu'elle est transférée au club égyptien d'Al Ahly.
Elle fait également partie de l'équipe de Tunisie, avec laquelle elle participe au championnat du monde 2013 en Serbie et au championnat du monde 2017 en Allemagne.

## Palmarès en équipe nationale
Championnats du monde
- 17e au championnat du monde 2013
- 24e au championnat du monde 2017

Championnats d'Afrique
- Médaille de bronze au championnat d'Afrique 2021
- 5e au championnat d'Afrique 2022

## Clubs
Association sportive féminine de Téboulba
- Vainqueur du Champion de Tunisie : 2015
- Vainqueur de la coupe de Tunisie : 2015 et 2018

 Club africain
- Vainqueur du Champion de Tunisie : 2019
- Vainqueur de la coupe arabe des clubs vainqueurs de coupe : 2017

 Al Ahly Sporting Club
- Champion d'Égypte : 2021
- Vainqueur de la coupe d'Égypte : 2021

 Club de sport féminin de Moknine
- Champion de Tunisie : 2023
- Vainqueur du championnat arabe des clubs champions : 2022
- Finaliste de la coupe de Tunisie : 2023

## Distinctions personnelles
- Meilleure demi-centre du championnat d'Afrique 2021[4].
- Meilleure demi-centre du championnat de Tunisie : 2023